# آنجا ساعت چند است؟
آنجا ساعت چند است؟ (انگلیسی: What Time Is It There?) فیلمی به کارگردانی تسای مینگ-لیانگ محصول تایوان است که در سال ۲۰۰۱ منتشر شد. از بازیگران آن می‌توان به ژان‌پیر لئو اشاره کرد.